# Vitamin B3
Vitamin B3 se inače nalazi u dva oblika: kao nikotinska kiselina (niacin, vitamin B3) i kao amid te kiseline - nikotinamid (niacinamid, vitamin PP). Topljivi su u vodi. Nikotinska se kiselina najčešće upotrebljava u profilaksi i u liječenju pelagre.
Vitamin B3 čine derivati piridina. Nikotinska kiselina je bijeli kristalični prašak koji se topi u vrućoj vodi i glicerolu, a slabo topi u eteru i kloroformu. Nikotinamid je također bijeli kristalični prašak, ali se lako topi u vodi i glicerolu, a teško u eteru i kloroformu.
Glavni izvor ovog vitamina čine namirnice kao npr. meso, jetra, jaja, mlijeko, riba, 
krumpir, zeleno povrće te kvasac. Preporučene dnevne količine (RDA) nisu strogo definirane i kreću se u rasponu od 15-20 mg.
Nikotinska kiselina i nikotinamid funkcioniraju u tijelu nakon prevođenja u nikotinamid–adenin-dinukleotid (NAD) ili nikotinamid–adenin–dinukleotid-fosfat (NADP). NAD i NADP su 
koenzimi brojnih enzima uključenih u stanično disanje, stvaranje adenozin trifosfata (ATP) itd. Služe kao akceptori vodika u reakcijama dehidrogenacije. Inače ovaj vitamin pomaže u održavanju probavnog sustava i ublažava želučano-crijevne poremećaje te daje koži zdraviji izgled.
Nedostatak nikotinske kiseline dovodi do bolesti poznate pod imenom pelagra. Tada dolazi do 
promjena na koži koja je izloženija svjetlu (ljuštenje, svrbež), na mukoznoj sluznici, u probavnom traktu (dijareja) te u središnjem živčanom sustavu (demencija). Pelagra se često naziva 3D bolešću jer je obilježavaju dermatitis, dijareja i demencija. Javlja se često u osoba čija je prehrana siromašna proteinima, a to je najčešće u kroničnih alkoholičara. Ipak veće količine nikotinske, kiseline za razliku od nikotinamida, mogu biti toksične.